# Ulrich von Baudissin
Ulrich Hunold Hermann rigsgreve von Baudissin (22. februar 1816 i Greifswald – 3. december 1892 i Wiesbaden) var en dansk-tysk officer, maler, litograf og forfatter, bror til Adelbert Heinrich von Baudissin.
Hans forældre var Christian Carl rigsgreve von Baudissin og Anna Henriette Magdalene Kunniger. Han blev optaget på Landkadetakademiet i København, blev sekondløjtnant 1834, kaptajn 1849 og afgik som major 1861. 1837-48 var han uden for nummer, og det var i denne periode, hans kunstneriske virksomhed fandt sted. Baudissin var "lærling" af Louis Gurlitt, som han fulgte på rejser til Düsseldorf, Sydtyskland og Norditalien 1840 og 1842 søgte han forgæves Kunstakademiet (Fonden ad usus publicos) om anbefaling til rejseunderstøttelse. I denne periode var han produktiv som maler og malede især landskabsstykker af Frederiksborg Slot og Fredensborg Slot, men også af Himmelbjerget, Tyrol og steder i Norditalien. Flere af disse malerier blev udstillet på Charlottenborg Forårsudstilling og købt af kongehuset. I Treårskrigen genindtrådte Baudissin i tjenesten, kæmpede loyalt på dansk side (modsat sin yngre bror), blev såret i slaget ved Fredericia og blev den 9. september 1849 udnævnt til Ridder af Dannebrog. Senere slog han sig ned i Tyskland, hvor han virkede som forfatter, og hvor han døde. Af hans mange romaner skal nævnes Das Damenstift (1875), af hans dramaer Cora eller Slavinden. Baudissin oversatte forskellige danske dramatiske arbejder (Thomas Overskous Pak).
Han blev gift 19. marts 1844 i Hillerød med Caroline Julie Lerche (20. marts 1813 på Carlsberg – 11. december 1886 på Frederiksberg), datter af kammerherre, hofjægermester Carl Georg Frederik Lerche og Birgitte Louise von Levetzow. Ægteskabet blev opløst 1857. 

## Udvalgte værker
- Landskabskomposition (1842, Statens Museum for Kunst)
- Landskab i omegnen af Frederiksborg, med slottet i mellemgrunden (1845, 74 x 102 cm, udstillet på Charlottenborg samme år under nr. 92, solgt på Bruun Rasmussen Kunstauktioner 2011)
- Frederiksborg Slot (ca. 1845, 66 x 94 cm, privateje)
- Skovparti fra Præstevangen ved Fredensborg (1846, Statens Museum for Kunst)

Litografier:
- 21 portrætter, de fleste af officerer fra Treårskrigen 1848-50
- Udsigt over Als-Sund fra Oliemøllen ved Sønderborg (1848, efter eget nu ukendt forlæg)